# ハチドリソーラー
ハチドリソーラー株式会社は東京都新宿区に本社を置く、太陽光発電システムの販売やリースに関わる事業を展開する企業。
本項では同社の親会社であるボーダレス・ジャパンが展開する、ハチドリ電力についても述べる。

## 概要
- ハチドリ電力は2020年4月にボーダレス・ジャパンが開始した、二酸化炭素を排出しない自然エネルギー100%の電気を届けることで二酸化炭素の排出を抑える電力小売事業。
- ハチドリ電力が小売電気事業に特化しているのに対し、ハチドリソーラーは、自然エネルギーの使い手だけでなく、作り手も増やしたいという想いで立ち上げられた太陽光リースサービスである[2]。
- ハチドリソーラーは、「屋根から日本の自然エネルギーを支える」をコンセプトに、ボーダレス・ジャパンの太陽光リース事業として2021年に開始。2022年8月に分社化し、ハチドリソーラー株式会社が設立された[3] 。
- 「ハチドリ」を事業名・社名に用いているのは「ハチドリのひとしずく」という山火事を消すためにハチドリがくちばしで一滴ずつ水を運んだという南米アンデス地方の民話に由来する。地球温暖化は、一人の人間の力だけでは解決するのが難しい大きな社会問題であるが、一人一人の小さなアクションから世界を変えていく、という想いが込められている[4]。

## 沿革

### ハチドリ電力
- 2020年4月、株式会社ボーダレスジャパンの発電事業として「ハチドリ電力」販売開始。6月、より多くの人に環境や社会問題への理解を深めてもらう目的のオンラインイベント「ハチドリアカデミー」を開始[5][6]。
- 2021年6月、一般社団法人・エシカル協会、Three Little Birds合同会社とともに千葉県匝瑳市にソーラーシェアリングの発電所「THE 土と太陽の発電所～Soil&Sun～」を開設[7][8]。同月、ハチドリ電力の全プランが環境省「EV購入補助事業」の対象となる[9]。
- 2022年5月、「二酸化炭素排出ゼロ」を目指す協定を京都府長岡京市、ごみ収集事業者3社と結ぶ[10]。
- 2023年12月18日、ハチドリ電力の代表に田口一成に代わりハチドリソーラー株式会社代表取締役社長の池田将太が就任[3]。
- 2023年、二本松ご当地エネルギーをみんなで考える株式会社（ゴチカン）との協働により福島県二本松市に、日本初の太陽光パネルを縦向きに設置する発電の仕組み「垂直ソーラー」を設置し[11]、電力供給を東北エリアで開始[12] 。

### ハチドリソーラー
- 2022年8月、分社化によりハチドリソーラー株式会社を設立。
- 2022年9月、昭和リース株式会社との協業による法人向け太陽光発電サービスの提供を開始[13]。
- 2022年11月、ラクラス株式会社との共同開発による太陽光パネルを搭載した賃貸住宅「Re Earth casita YOKAICHI 」が「いしかわエコデザイン賞2022」銅賞を受賞[14]。
- 2023年、「0円ソーラー」に取り組む自治体（神奈川県、京都府、群馬県）の認定プランに登録される[15][16][17]。

## 特徴
- ハチドリ電力では、太陽光など自然由来の電気のみ届けること、電気代の1%を自然エネルギー発電所の建設に充てること、電気代の別の1%を社会貢献活動に取り組む団体に寄付することを事業の特徴とする[18]。発電所の建設にあたっては、メガソーラーや大規模水力ではなく、ソーラーシェアリングなどの環境負荷が少ない発電所づくりにこだわっている[19]。
- ハチドリソーラーでは、売上の一部で学校に太陽光パネルを寄付するハチドリソーラー基金の取り組みを行う[20]。また同社においては、日本における太陽光発電の普及率を高めていくためには、新築だけでなく既存住宅への搭載を進めることを重要視している。太陽光パネルには、国内で唯一太陽光パネルを製造する長州産業を採用[21]。

## 事業所
本社
東京都新宿区市谷田町2-17 八重洲市谷ビル10F
福岡オフィス
福岡県福岡市東区多の津4-14-1